# Kriechbaumers bladwesp
De kriechbaumers bladwesp (Pontania kriechbaumeri) is een vliesvleugelig insect uit de familie van de bladwespen (Tenthredinidae). De wetenschappelijke naam van de soort is voor het eerst geldig gepubliceerd in 1901 door Konow.